# 日韓女子リーグチャンピオンシップ
日韓女子リーグチャンピオンシップは、2010年に創設されたクラブチームによる女子サッカーの国際大会である。

## 概要
前年度のなでしこリーグ（日本）とWKリーグ（韓国）の優勝チームが対戦する。尚、この大会は1年毎に日本と韓国で交互に開催される。近い将来アジア諸国が参加するAFCチャンピオンズリーグ（ACL）の女子版へ発展していくことを目標としていた。
なお2013年は公式には大会を行なわず、INAC神戸レオネッサ（前年度なでしこリーグ優勝）、高陽大教ヌンノピ（前年度WKリーグ優勝）、サッカーチャイニーズタイペイ女子代表による「日韓台3カ国女子サッカー親善交流戦」が日本で開催された 。

## 結果
| 年     | 開催日  | なでしこリーグ優勝     | 結果  | WKリーグ優勝     | 会場                   |
| ------ | ------- | ---------------------- | ----- | ---------------- | ---------------------- |
| 2010年 | 3月27日 | 浦和レッズ・レディース | 4 - 2 | 大教カンガルーズ | 駒場スタジアム         |
| 2011年 | 3月13日 | 日テレ・ベレーザ       | 2 - 0 | 水原FMC          | 蔚山総合運動場         |
| 2012年 | 3月15日 | INAC神戸レオネッサ     | 3 - 0 | 高陽大教ヌンノピ | ホームズスタジアム神戸 |

### 2010年大会
第1回大会では、中盤まで大教カンガルーズが2-1とリードしていたものの、最後の5分で浦和が3ゴールを決め、逆転勝利でタイトルを獲得した。
| 2010年3月27日 13:00 UTC+9 |

| 浦和レッズ・レディース                                  | 4 - 2          | 大教カンガルーズ       |
| 荒川恵理子 29分 · 庭田亜樹子 85分 · 後藤三知 86分, 89分 | 浦和公式サイト | プレチーニャ 9分, 20分 |

| 駒場スタジアム（さいたま） 観客数: 1,823人 |

### 2011年大会
日テレ・ベレーザの選手が試合のため韓国に向かってまもなく、東北地方太平洋沖地震が発生。帰国後小林弥生選手は、「本当にショックでした。何とか気持ちを切り替えて試合に集中しようと必死に頑張ったのですが、やっぱりそう簡単に切り替わるものではないというのが正直なところでした」と語っている。
| 2011年3月13日 13:00 UTC+9 |

| 水原FMC | 0 - 2              | 日テレ・ベレーザ              |
|         | ベレーザ公式サイト | 木龍七瀬 73分 · 有吉佐織 83分 |

| 蔚山総合運動場（蔚山） 観客数: 400人 |

### 2012年大会
| 2012年3月15日 19:00 UTC+9 |

| INAC神戸レオネッサ             | 3 - 0          | 高陽大教ヌンノピ |
| 大野忍 8分 · 京川舞 51分, 87分 | 公式記録 (PDF) |                  |

| ホームズスタジアム神戸（神戸） 観客数: 2,219人 |

## 統計

### クラブ別成績
| クラブ名               | 優 | 準 | 優勝年度 | 準優勝年度 |
| ---------------------- | -- | -- | -------- | ---------- |
| 浦和レッズ・レディース | 1  | 0  | 2010     |            |
| 日テレ・ベレーザ       | 1  | 0  | 2011     |            |
| INAC神戸レオネッサ     | 1  | 0  | 2012     |            |
| 高陽大教ヌンノピ       | 0  | 2  |          | 2010,2012  |
| 水原FMC                | 0  | 1  |          | 2011       |

### クラブ所在国別成績
| 国名 | 優 | 準 |
| ---- | -- | -- |
| 日本 | 3  | 0  |
| 韓国 | 0  | 3  |